# Otto Wittenberg
Carl Otto Wittenberg (né le 15 mars 1834 à Caputh et mort le 4 septembre 1918 Leipzig) est architecte paysagiste qui a travaillé comme jardinier municipal et directeur de jardin à Leipzig pendant plus de 40 ans.

## Biographie
Otto Wittenberg est le fils du jardinier Friedrich Wittenberg et de son épouse Marie Dorothee, née Gurth. Après avoir étudié au lycée de Potsdam, il commence un apprentissage avec son père dans la pépinière royale de Prusse à Alt-Geltow, qu'il poursuit ensuite dans la pépinière du parc de Sanssouci. C'est ici que le directeur du jardinage Peter Joseph Lenné le remarque, et après avoir terminé son apprentissage, il est chargé de la gestion d'une partie de la pépinière de l'État.
De 1854 à 1857, Wittenberg fait son service militaire, mais est, toujours à l'instigation de Lenné, affecté aux travaux de plantation au château de Hohenzollern près d'Hechingen. Le 1er octobre 1857, il commence à travailler comme technicien à la ville de Leipzig, s'occupant initialement des installations du Parc Lennè (Schillerpark) au Promenadenring conçues par Lenné. Le 26 mai 1858, il devient jardinier municipal de Leipzig.
Le premier projet de Wittenberg à Leipzig est la construction du Johannapark (de) sur les plans de Lenné, qu'il révise. C'est grâce à son initiative que les prairies attenantes sont restées libres de construction et ont pu plus tard - également grâce à lui - être transformées en parcs. Sous le nom de parc Clara-Zetkin, ils forment aujourd'hui la zone de loisirs centrale la plus importante de Leipzig.
Au cours de son mandat, la ville se développe rapidement au cours des décennies d' industrialisation en Empire allemand. Des espaces verts, dits espaces décoratifs, sont maintenus libres dans les nouvelles zones résidentielles qu'il a conçues. Dans les quartiers ouvriers de l'est de la ville (Sellerhausen (de), Stünz (de)), il crée des parcs appelés Volksgarten et Volkshain.
L'œuvre la plus connue de Wittenberg est le cimetière du sud de Leipzig, qu'il conçoit à partir de 1879 avec le directeur de l'urbanisme Hugo Licht (de) (architecte). Avec 82 hectares aujourd'hui, c'est l'un des cimetières de parc les plus importants d'Allemagne. Le système de chemin principal est basé sur la forme d'une feuille de tilleul, l'arbre qui est particulièrement associé à Leipzig.
Le 7 novembre 1894, Wittenberg est nommé directeur du jardinage de la ville de Leipzig. Il est le premier à porter ce titre. En septembre 1900, il prend sa retraite et cède les affaires officielles à son successeur Carl Hampel (de) avant la fin de l'année.
Otto Wittenberg est marié à Erdmuthe Dorothea Marie, née Rentsch (1840-1905). Le mariage donne une fille, Erdmuthe Marie Elisabeth, mariée à Junne (né en 1863), et un fils, Johannes Erdmann Otto (né en 1864), plus tard homme d'affaires et propriétaire d'usine.

## Travaux
Les parcs et espaces verts les plus importants créés par Otto Wittenberg à Leipzig:
- Johannapark, 1858–1863 avec PJ Lenné
- Floßplatz (de), 1867
- Scheibenholzpark (de) , 1876/77
- Marienplatz (de), 1877
- Cimetière du Nord, 1881,
- Cimetière du Sud 1879–1886, avec Hugo Licht (de)
- Albrecht-Dürer-Platz, 1883
- Heinrich-Schütz-Platz, 1890
- Volksgarten Sellerhausen (de), 1895
- Volkshain Stünz (de), 1894–1898
- Stephaniplatz (de), 1899
- König-Albert-Park (de), 1898–1900
- Partie du parc Eutritzscher, 1900